# Sericania costulata
Sericania costulata är en skalbaggsart som beskrevs av Moser 1915. Sericania costulata ingår i släktet Sericania och familjen Melolonthidae. Inga underarter finns listade i Catalogue of Life.